# Trädkrypmossa
Trädkrypmossa (Pseudoamblystegium subtile) är en bladmossart som först beskrevs av Johann Hedwig, och fick sitt nu gällande namn av Vanderp. och Lars Hedenäs. Trädkrypmossa ingår i släktet Pseudoamblystegium, och familjen Amblystegiaceae. Arten är reproducerande i Sverige.